# Chantal Schneidereit
Chantal Schneidereit (* 4. Oktober 1985 in Duisburg) ist eine ehemalige deutsche Eishockeyspielerin, die zwischen 2003 und 2018 für den EC Bergkamen in der Fraueneishockey-Bundesliga aktiv war.

## Karriere
Anfang der 2000er-Jahre spielte sie in der 2. Bundesliga für den GSC Moers.
Im Dezember 2003 wechselte sie in die 1. Bundesliga zum EC Bergkamener Bären, mit welchem sie im Jahre 2005 Deutscher Meister und in den Jahren 2006 und 2007 deutscher Pokalsieger werden konnte. Weiterhin spielte sie auch noch in der Inline-Skaterhockey Bundesliga bei den SHV Bochum Lakers und die Düsseldorf Rams. Auch bei den Skatern konnte sie im November 2006 den Deutschen Meistertitel gewinnen.